# Kellja
Kellja (rusky Келля) je název skupiny menších stratovulkánů, nacházejících se v jižní části Kamčatky, severně od stratovulkánu Želtovskij. Komplex se skládá ze tří, částečně se překrývajících kalder s průměrem 3,5 km, několika lávových dómů a stratovulkánů, které leží ve starší, pleistocenní kaldeře Prizrak. Doba poslední erupce komplexu není známa, ale odhaduje se na holocén.